# Tour de Catalogne 1984
Le Tour de Catalogne 1984 est la 64e édition du Tour de Catalogne, une course cycliste par étapes en Espagne. L’épreuve se déroule sur 7 étapes du 5 au 12 septembre 1984 sur un total de 1 249,7 km. Le vainqueur final est l'Irlandais Sean Kelly de l’équipe Skil-Reydel-Sem, devant Pedro Muñoz et Ángel Arroyo.
Les quatrième et septième étapes ont été divisées en deux secteurs. Il y avait deux contre-la-montre individuels, l'un dans le prologue de Llançà et l'autre dans le premier secteur de la septième étape.
La victoire finale de Kelly a dû être décidée aux points, puisqu'il était à égalité avec Pedro Muñoz. L'Espagnol avait remporté l'étape de la reine et l'Irlandais avait remporté quatre étapes et les classements de la montagne et de la régularité.

## Étapes
| Étape | Date         | Parcours                             | km    | Vainqueur d’étape         | Leader du classement général   |
| ----- | ------------ | ------------------------------------ | ----- | ------------------------- | ------------------------------ |
| P     | 5 septembre  | Platja d'Aro – Platja d'Aro (clm)    | 3,8   | Jesús Blanco Villar (ESP) | Jesús Blanco Villar (ESP)      |
| 1     | 6 septembre  | Platja d'Aro – Sant Boi de Llobregat | 175,5 | Sean Kelly (IRL)          | Jesús Blanco Villar (ESP)      |
| 2     | 7 septembre  | Barcelone – Tarragone                | 192,2 | Alfonso Gutiérrez (ESP)   | Jesús Blanco Villar (ESP)      |
| 3     | 8 septembre  | Tarragone – Tàrrega                  | 186,5 | Eddy Vanhaerens (BEL)     | Francisco López Gonzalvo (ESP) |
| 4a    | 9 septembre  | Tàrrega - Barcelone                  | 138,0 | Sean Kelly (IRL)          | Jesús Blanco Villar (ESP)      |
| 4b    | 9 septembre  | Sant Boi de Llobregat - Manresa      | 92,8  | Sean Kelly (IRL)          | Sean Kelly (IRL)               |
| 5     | 10 septembre | Manresa - Planoles                   | 147,0 | Pedro Muñoz (ESP)         | Pedro Muñoz (ESP)              |
| 6     | 11 septembre | Planoles – Llançà                    | 179,0 | Serge Demierre (SUI)      | Pedro Muñoz (ESP)              |
| 7a    | 12 septembre | Llançà – Sant Pere de Roda (clm)     | 18,4  | Sean Kelly (IRL)          | Sean Kelly (IRL)               |
| 7b    | 12 septembre | Llançà – Girona                      | 116,5 | Ronny Van Holen (BEL)     | Sean Kelly (IRL)               |

### Prologue[1]
05-09-1984: Platja d'Aro – Platja d'Aro, 3,8 km (clm) :
|   | Cycliste                  | Équipe        | Temps      |
| - | ------------------------- | ------------- | ---------- |
| 1 | Jesús Blanco Villar (ESP) | Teka          | 5 min 12 s |
| 2 | Serge Demierre (SUI)      | Alfa Lum-Olmo | + 1 s      |
| 3 | José Recio (ESP)          | Kelme         | + 2 s      |

|   | Cycliste                  | Équipe        | Temps      |
| - | ------------------------- | ------------- | ---------- |
| 1 | Jesús Blanco Villar (ESP) | Teka          | 5 min 12 s |
| 2 | Serge Demierre (SUI)      | Alfa Lum-Olmo | + 1 s      |
| 3 | José Recio (ESP)          | Kelme         | + 2 s      |

### 1reétape[2]
06-09-1984: Platja d'Aro – Sant Boi de Llobregat, 175,5:
|   | Cycliste               | Équipe                   | Temps           |
| - | ---------------------- | ------------------------ | --------------- |
| 1 | Sean Kelly (IRL)       | Skil-Reydel-Sem          | 4 h 28 min 26 s |
| 2 | Ronny Van Holen (BEL)  | Safir-Van de Ven-Colnago | m.t.            |
| 3 | José Luís Laguía (ESP) | Reynolds                 | m.t.            |

|   | Cycliste                  | Équipe                   | Temps           |
| - | ------------------------- | ------------------------ | --------------- |
| 1 | Jesús Blanco Villar (ESP) | Teka                     | 4 h 33 min 38 s |
| 2 | Serge Demierre (SUI)      | Alfa Lum-Olmo            | + 1 s           |
| 3 | Ronny Van Holen (BEL)     | Safir-Van de Ven-Colnago | + 2 s           |

### 2eétape[3]
07-09-1984: Barcelone – Tarragone, 192,2 km :
|   | Cycliste                  | Équipe        | Temps           |
| - | ------------------------- | ------------- | --------------- |
| 1 | Alfonso Gutiérrez (ESP)   | Teka          | 4 h 35 min 52 s |
| 2 | Giuseppe Martinelli (ITA) | Alfa Lum-Olmo | m.t.            |
| 3 | Jesús Suárez Cueva (ESP)  | Hueso         | + 2 s           |

|   | Cycliste                  | Équipe                   | Temps           |
| - | ------------------------- | ------------------------ | --------------- |
| 1 | Jesús Blanco Villar (ESP) | Teka                     | 9 h 09 min 32 s |
| 2 | Ronny Van Holen (BEL)     | Safir-Van de Ven-Colnago | + 2 s           |
| 3 | Julián Gorospe (ESP)      | Reynolds                 | m.t.            |

### 3eétape[4]
08-09-1984: Tarragone – Tàrrega, 186,5 km :
|   | Cycliste                       | Équipe                   | Temps           |
| - | ------------------------------ | ------------------------ | --------------- |
| 1 | Eddy Vanhaerens (BEL)          | Safir-Van de Ven-Colnago | 4 h 32 min 41 s |
| 2 | Francisco López Gonzalvo (ESP) | Kelme                    | + 1 s           |
| 3 | Enrique Aja (ESP)              | Reynolds                 | m.t.            |

|   | Cycliste                       | Équipe   | Temps            |
| - | ------------------------------ | -------- | ---------------- |
| 1 | Francisco López Gonzalvo (ESP) | Kelme    | 13 h 44 min 52 s |
| 2 | Enrique Aja (ESP)              | Reynolds | + 3 s            |
| 3 | Jesús Blanco Villar (ESP)      | Teka     | + 13 s           |

### 4eétape A[5]
09-09-1984: Tàrrega - Barcelone, 138,0 km :
| Résultat de la 4e étape A \| \| Cycliste \| Équipe \| Temps \| \| - \| ------------------------- \| --------------- \| --------------- \| \| 1 \| Sean Kelly (IRL) \| Skil-Reydel-Sem \| 2 h 55 min 36 s \| \| 2 \| Peio Ruiz Cabestany (ESP) \| Orbea-Danena \| m.t. \| \| 3 \| José Recio (ESP) \| Kelme \| m.t. \| |                           |                 |                 |
| | Cycliste                  | Équipe          | Temps           |
| 1 | Sean Kelly (IRL)          | Skil-Reydel-Sem | 2 h 55 min 36 s |
| 2 | Peio Ruiz Cabestany (ESP) | Orbea-Danena    | m.t.            |
| 3 | José Recio (ESP)          | Kelme           | m.t.            |

### 4eétape B[5]
09-09-1984: Sant Boi de Llobregat - Manresa, 92,8 km :
|   | Cycliste               | Équipe          | Temps           |
| - | ---------------------- | --------------- | --------------- |
| 1 | Sean Kelly (IRL)       | Skil-Reydel-Sem | 2 h 25 min 28 s |
| 2 | José Luís Laguía (ESP) | Reynolds        | m.t.            |
| 3 | Vicent Belda (ESP)     | Kelme           | m.t.            |

|   | Cycliste             | Équipe          | Temps            |
| - | -------------------- | --------------- | ---------------- |
| 1 | Sean Kelly (IRL)     | Skil-Reydel-Sem | 19 h 06 min 09 s |
| 2 | Ángel Arroyo (ESP)   | Reynolds        | + 12 s           |
| 3 | Julián Gorospe (ESP) | Reynolds        | + 25 s           |

### 5eétape[6]
10-09-1984: Manresa - Planoles, 147,0 km :
|   | Cycliste                 | Équipe          | Temps           |
| - | ------------------------ | --------------- | --------------- |
| 1 | Pedro Muñoz (ESP)        | Teka            | 4 h 05 min 35 s |
| 2 | Patrocinio Jiménez (COL) | Teka            | + 33 s          |
| 3 | Sean Kelly (IRL)         | Skil-Reydel-Sem | + 48 s          |

|   | Cycliste           | Équipe          | Temps            |
| - | ------------------ | --------------- | ---------------- |
| 1 | Pedro Muñoz (ESP)  | Teka            | 23 h 12 min 13 s |
| 2 | Sean Kelly (IRL)   | Skil-Reydel-Sem | + 19 s           |
| 3 | Ángel Arroyo (ESP) | Reynolds        | + 34 s           |

### 6eétape[7]
11-09-1984: Planoles – Llançà, 179,0 km :
|   | Cycliste               | Équipe          | Temps           |
| - | ---------------------- | --------------- | --------------- |
| 1 | Serge Demierre (SUI)   | Alfa Lum-Olmo   | 4 h 10 min 05 s |
| 2 | José Luís Laguía (ESP) | Reynolds        | m.t.            |
| 3 | Sean Kelly (IRL)       | Skil-Reydel-Sem | + 1 min 05 s    |

|   | Cycliste           | Équipe          | Temps            |
| - | ------------------ | --------------- | ---------------- |
| 1 | Pedro Muñoz (ESP)  | Teka            | 27 h 23 min 23 s |
| 2 | Sean Kelly (IRL)   | Skil-Reydel-Sem | + 19 s           |
| 3 | Ángel Arroyo (ESP) | Reynolds        | + 34 s           |

### 7eétape A[8]
12-09-1984: Llançà – Sant Pere de Roda, 18,4 km (clm) :
| Résultat de la 7e étape A \| \| Cycliste \| Équipe \| Temps \| \| - \| -------------------- \| --------------- \| ------------ \| \| 1 \| Sean Kelly (IRL) \| Skil-Reydel-Sem \| 32 min 47 s \| \| 2 \| Pedro Muñoz (ESP) \| Teka \| + 19 s \| \| 3 \| Julián Gorospe (ESP) \| Reynolds \| + 1 min 19 s \| |                      |                 |              |
| | Cycliste             | Équipe          | Temps        |
| 1 | Sean Kelly (IRL)     | Skil-Reydel-Sem | 32 min 47 s  |
| 2 | Pedro Muñoz (ESP)    | Teka            | + 19 s       |
| 3 | Julián Gorospe (ESP) | Reynolds        | + 1 min 19 s |

### 7eétape B[8]
12-09-1984: Llançà – Girona, 116,5 km :
|   | Cycliste              | Équipe                   | Temps           |
| - | --------------------- | ------------------------ | --------------- |
| 1 | Ronny Van Holen (BEL) | Safir-Van de Ven-Colnago | 2 h 50 min 00 s |
| 2 | Enrique Aja (ESP)     | Reynolds                 | + 1 s           |
| 3 | Nico Emonds (BEL)     | Teka                     | + 11 s          |

|   | Cycliste           | Équipe          | Temps            |
| - | ------------------ | --------------- | ---------------- |
| 1 | Sean Kelly (IRL)   | Skil-Reydel-Sem | 30 h 46 min 44 s |
| 2 | Pedro Muñoz (ESP)  | Teka            | m.t.             |
| 3 | Ángel Arroyo (ESP) | Reynolds        | + 1 min 51 s     |

## Classement général
|    | Cycliste                       | Équipe                 | Temps            |
| -- | ------------------------------ | ---------------------- | ---------------- |
| 1  | Sean Kelly (IRL)               | Skil-Reydel-Sem        | 30 h 46 min 44 s |
| 2  | Pedro Muñoz (ESP)              | Teka                   | m.t.             |
| 3  | Ángel Arroyo (ESP)             | Reynolds               | + 1 min 51 s     |
| 4  | Alberto Fernández Blanco (ESP) | Zor                    | + 2 min 03 s     |
| 5  | Julián Gorospe (ESP)           | Reynolds               | + 3 min 52 s     |
| 6  | Vicent Belda (ESP)             | Kelme                  | + 3 min 54 s     |
| 7  | Robert Millar (ESP)            | Peugeot-Shell-Michelin | + 4 min 04 s     |
| 8  | Antonio Coll (ESP)             | Teka                   | + 4 min 17 s     |
| 9  | Patrocinio Jiménez (COL)       | Teka                   | + 5 min 42 s     |
| 10 | Eduardo Chozas (ESP)           | Zor                    | + 6 min 23 s     |

## Classements annexes
|   | Cycliste                 | Équipe          | Points    |
| - | ------------------------ | --------------- | --------- |
| 1 | Sean Kelly (IRL)         | Skil-Reydel-Sem | 39 Points |
| 2 | Pedro Muñoz (ESP)        | Teka            | 38 Points |
| 3 | Patrocinio Jiménez (COL) | Teka            | 30 Points |

|   | Cycliste                       | Équipe                   | Points    |
| - | ------------------------------ | ------------------------ | --------- |
| 1 | Herman Frison (BEL)            | Safir-Van de Ven-Colnago | 22 Points |
| 2 | Francisco López Gonzalvo (ESP) | Kelme                    | 15 Points |
| 3 | José Recio (ESP)               | Kelme                    | 7 Points  |

|   | Cycliste               | Équipe          | Points    |
| - | ---------------------- | --------------- | --------- |
| 1 | Sean Kelly (IRL)       | Skil-Reydel-Sem | 77 Points |
| 2 | José Luís Laguía (ESP) | Reynolds        | 33 Points |
| 3 | Pedro Muñoz (ESP)      | Teka            | 28 Points |

|   | Équipe   | Pays    | Temps            |
| - | -------- | ------- | ---------------- |
| 1 | Teka     | Espagne | 92 h 26 min 09 s |
| 2 | Reynolds | Espagne | + 2 min 37 s     |
| 3 | Zor      | Espagne | + 9 min 14 s     |